# Ottone (Italia)
Ottone (Utùn in ligure, Utòn in dialetto piacentino e dialetto bobbiese) è un comune italiano di 399 abitanti della provincia di Piacenza in Emilia-Romagna.

## Geografia fisica
È situato nella media val Trebbia, sull'Appennino ligure (di cui fa parte l'Appennino piacentino), lungo la strada statale 45 di Val Trebbia, a circa 70 km da Piacenza e a circa 60 km da Genova, cosa che lo rende il comune emiliano più vicino al capoluogo ligure, oltre ad essere il più occidentale della regione. È inoltre, con il confinante comune di Zerba, uno dei due comuni emiliani a confinare con il Piemonte e l'unico a confinare sia con il Piemonte che con la Liguria.
Il territorio comunale oltre la cittadina si estende parte nell'alta val Trebbia e parte nella val Boreca dove consta di numerose frazioni sparse ed alcune molto popolate specie nei fine settimana e nel periodo estivo.
Il paesaggio della val Trebbia e del territorio comunale è coltivato fino alle altitudini in cui i boschi ricoprono fittamente le pendici dei monti. Il fiume Trebbia scorre attraverso la valle con numerosi meandri. Ad arricchire la acque del Trebbia concorre soprattutto l'affluente Aveto, lungo il suo corso, che attira ogni estate numerosi bagnanti, è possibile praticare canoa, nuoto, pesca e altri sport.

## Storia

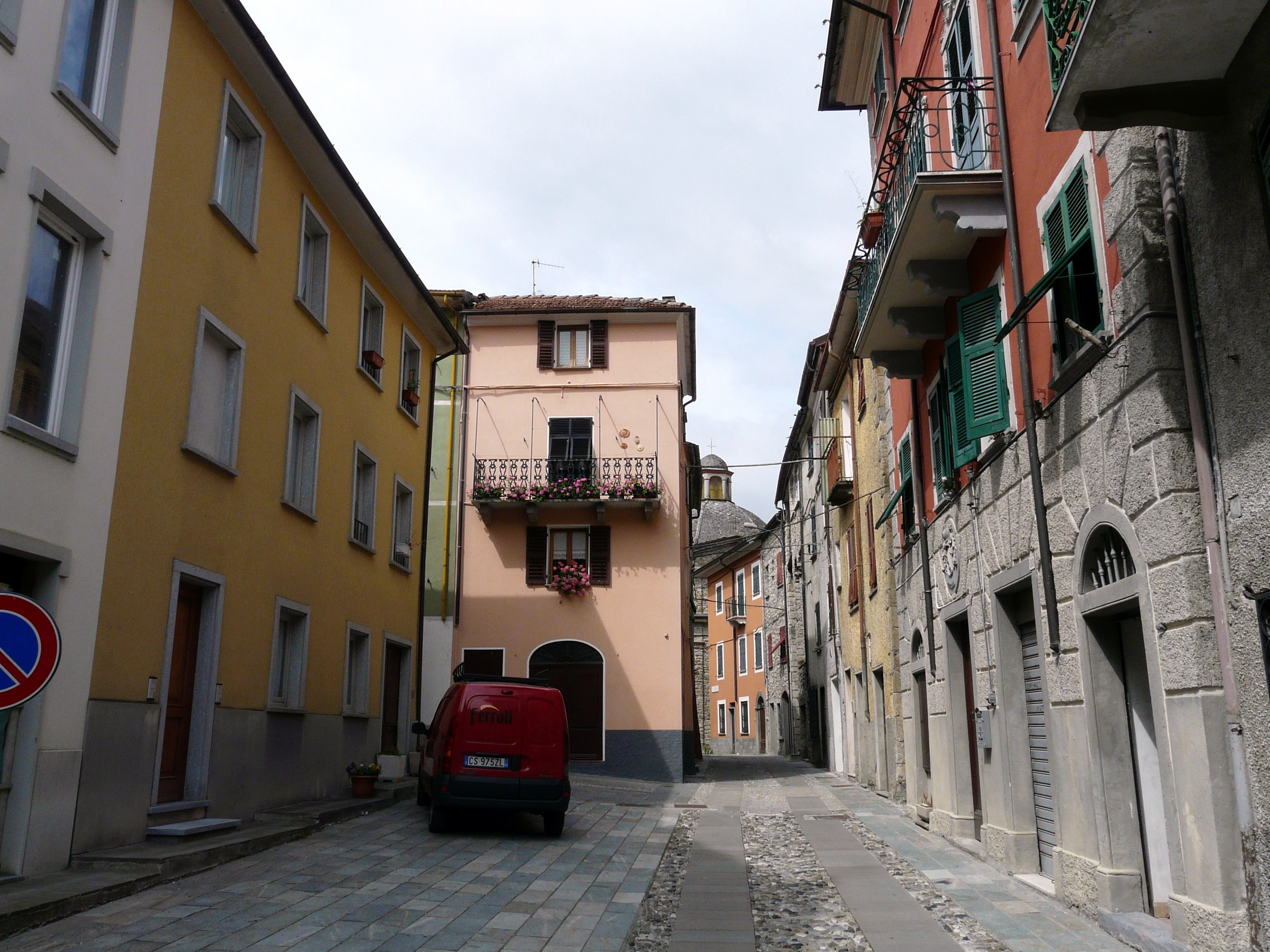
Scorcio del centro storico di Ottone

Già insediamento celtico e poi romano.
In epoca romana la zona fa parte del pago Moninas posto fra ii municipi di Velleia e Libarna. Il pago confinava a nord ed est, con il pago Bagienno (Bobbio), a sud con il pago Martius (Rovegno) e ad ovest fra lo spartiacque dai monti Lesima e Chiappo, direttamente con il municipio di Libarna.
L'ottonese come l'alta Val Trebbia erano inserite nella Regio IX Liguria.
Il territorio entrò poi nei possedimenti dell'abbazia di San Colombano di Bobbio.
Dopo la caduta dei Longobardi a opera di Carlo Magno, il Sacro Romano Impero verso il X secolo costituì i feudi imperiali, all'interno della Marca Obertenga, con lo scopo di mantenere un passaggio sicuro verso il mare, assegnò Ottone, con molti dei territori limitrofi, alla famiglia dei Malaspina che vi eressero un castello successivamente divenne centro pievano ed il castello della Marca Obertenga, il feudo divenuto marchesato con il titolo di Croce di val Trebbia, passò successivamente ai Fieschi ed ai Doria come contado o Feudo di Montagna, unendo al feudo di Croce anche i feudi di Cariseto e Casanova.
Il contado di Ottone, dipendente poi dal Marchesato di Torriglia, è documentato ancora come autonomo fra il 1548 e il 1797 sotto i Doria come Principato di Torriglia, separato dagli altri feudi definiti come Stati o Feudi di Montagna come Torriglia, Carrega Ligure, Garbagna e S. Stefano d'Aveto. I confini sono posti a sud-est con S. Stefano d'Aveto, a sud con Torriglia, Campi e la signoria di Fontanarossa di Gorreto, a sud-ovest con Carrega Ligure, a est in Val Nure con il Ducato di Parma e Piacenza e col piccolo feudo di Orezzoli, a ovest con il Marchesato di Pregòla e a nord con il Ducato di Milano.
Le comunità del contado sono composte: Rovegno e Loco, Pietra Nera e Foppiano, Cariseto con Selva, Lisore e Rovereto, Casanova, Ponte e Carisasca con Traschio, Lozo [e Pratolongo], Gramizzola con Croce e Garbarino, Gorreto (fino al 1640), Il borgo di Ottone [Ottone, Frassi e Fabbrica (passati ai Doria dopo il 1652), e Cà], Ottone Soprano e Monfagiano, Oneto e Santa Maria con Abrà, Serra e Castello, Cerignale e Zerba.
Con la nuova dominazione francese napoleonica, vi fu l'abolizione dei feudi imperiali, il contado di Ottone dal 2 dicembre 1797, rientrò nel Dipartimento dei Monti Liguri Orientali, con capoluogo Ottone, all'interno della Repubblica Ligure. 
Dal 28 aprile del 1798 con i nuovi ordinamenti francesi, fa parte del II cantone della Giurisdizione dei Monti Liguri Orientali e dal 1803 del IV cantone della Trebbia nella Giurisdizione dell'Entella. Dal 13 giugno 1805 al 1814 venne inserito nel Dipartimento di Genova aggregandolo alla giurisdizione di Bobbio.
Nel 1815 Ottone come capo mandamento fu inglobato nel Regno di Sardegna, sotto la provincia di Bobbio, secondo le decisioni del Congresso di Vienna del 1814.
Nel 1848 come parte della provincia di Bobbio passa dalla Liguria al Piemonte, nel 1859 entrò a far parte nel circondario di Bobbio della provincia di Pavia e quindi della Lombardia. Nel 1923, smembrato il Circondario, passa alla provincia di Piacenza e quindi all'Emilia-Romagna. Al referendum istituzionale del 1946, ben 804 (il 51,4%) ottonesi votarono per il mantenimento della monarchia sabauda, mentre 760 scelsero la Repubblica (il 48,5%).
Pietro Toscanini, bisnonno di Arturo Toscanini, nacque nel piccolo e pittoresco borgo di Bogli di Ottone il 19 maggio 1769.

### Le alluvioni del Trebbia del 1908, del 1953 e del 2015
Il 17 luglio del 1908 si verificò un violento nubifragio con una piena straordinaria della Trebbia che devastò case e campagne soprattutto nel territorio del mandamento bobbiese di Ottone e fra i confini delle province di Genova e Pavia, con gravi danni nell'abitato di Gorreto. Nel comune di Ottone venne distrutto il ponte sulla strada statale a Rocca Corvi, danneggiò il mulino dei Principi e distrusse il ponte che collega il borgo con la campagna e gli abitati della riva opposta; ampie distruzioni nelle campagne con la perdita di gran parte dei raccolti e piante divelte e sradicate dalla corrente. La piena distrusse cinque ponti lungo la statale 45 interrompendo le comunicazioni stradali fra Ottone e Torriglia, e la linea telegrafica fra Bobbio e Genova; danni ed allagamenti vi furono anche nel piacentino a Rivergaro e a Sant'Antonio a Trebbia nei pressi di Piacenza.
Distruzioni imponenti e danni più ingenti si verificarono, invece, con l'alluvione che colpì la val Trebbia il 19 settembre 1953.
Nella notte fra il 14 e il 15 settembre 2015 una parte della provincia di Piacenza fu devastata dalle esondazioni improvvise del Nure dell'Aveto e del Trebbia, dovute al maltempo e ad ammassi di detriti, che causarono danni ingenti, il crollo del Ponte di Barberino sul Trebbia e la morte di tre persone. Le località più colpite furono Roncaglia, Ponte dell'Olio, Bettola, Farini, Ferriere, Rivergaro, Bobbio, Corte Brugnatella e Ottone.

### "Ottone genovese"
Il 13 aprile 2010, durante una riunione in Consiglio Comunale, il sindaco Giovanni Piazza chiese di indire al più presto un referendum per l'annessione del paese alla provincia di Genova. I sindaci dell'alta val Trebbia genovese espressero il loro supporto al sindaco di Ottone.
Il 15 ottobre 2010 Piazza tornò sui propri passi dichiarando "Ottone si trova bene in Emilia" e frenando di fatto sull'ipotesi del referendum.
Il 26 luglio 2012 Piazza annunciò che entro l'estate dello stesso anno sarebbe stato chiesto ai residenti, tramite un referendum-sondaggio, di decidere a quale provincia il territorio comunale avrebbe dovuto annettersi in seguito ad un'ipotetica soppressione della provincia di Piacenza, in un momento storico in cui si faceva largo un generale riordino della materia. Il quesito fu sintetizzato così: “Nel caso di soppressione della provincia di Piacenza vorresti che il Comune di Ottone fosse aggregato a: Parma e Reggio Emilia, Alessandria, Genova, Pavia?". Il quesito fu posto in agosto e nel settembre 2012 furono confermati i risultati definitivi: col 61,9% (104 voti) di circa il 34% degli aventi diritto che si era espresso (non raggiungendo il quorum), vinse la provincia di Genova; le ipotetiche province unite di Parma e Reggio Emilia ottennero 49 voti, pari al 29,1%; la provincia di Pavia ebbe 11 voti, cioè il 6,5%; infine la provincia di Alessandria ebbe soli 2 voti, pari all'1,1%. Il risultato confermò quell'identità ligure che la gente del posto aveva sempre sentito storicamente come propria. Tuttavia, la riforma Delrio del 2014 mantenne le province ordinarie come ente amministrativo di secondo livello e non previde alcun accorpamento della provincia di Piacenza, che continuò ad esistere, rendendo di fatto nulla la questione.

### Simboli
Lo stemma del Comune di Ottone è stato concesso con decreto del presidente della Repubblica del 9 marzo 1982.
(D.P.R. 09.03.1982 concessione di stemma e gonfalone)
Lo stemma presenta un'aquila imperiale, possibile riferimento agli imperatori Sassoni, e il profilo coronato dell'imperatore romano Otone che secondo la leggenda qui si accampò nel 69 d.C. diretto a Roma per combattere contro Vitellio, mentre le torri alludono al castello che fu feudo dei Malaspina del ramo detto "dello Spino Secco", poi dei Fieschi di Lavagna, quindi dei Doria di Genova.

## Cultura
Questo paese fa parte del territorio culturalmente omogeneo delle Quattro province (Alessandria, Genova, Pavia, Piacenza), caratterizzato da usi e costumi comuni e da un importante repertorio di musiche e balli molto antichi. Strumento principe di questa zona è il piffero appenninico che accompagnato dalla fisarmonica, e un tempo dalla müsa (cornamusa appenninica), guida le danze e anima le feste.

## Monumenti e luoghi d'interesse

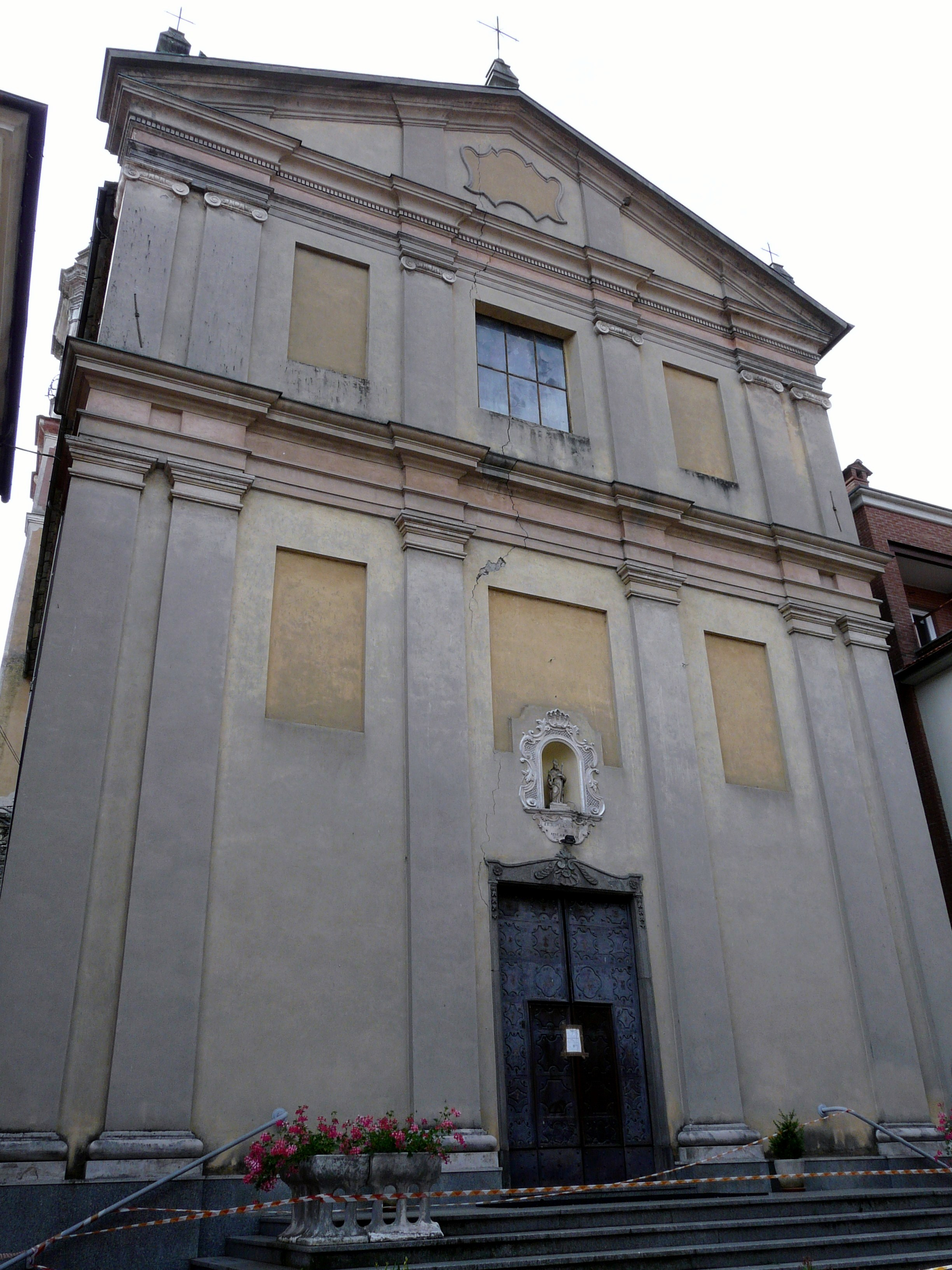
La chiesa parrocchiale di San Marziano ad Ottone

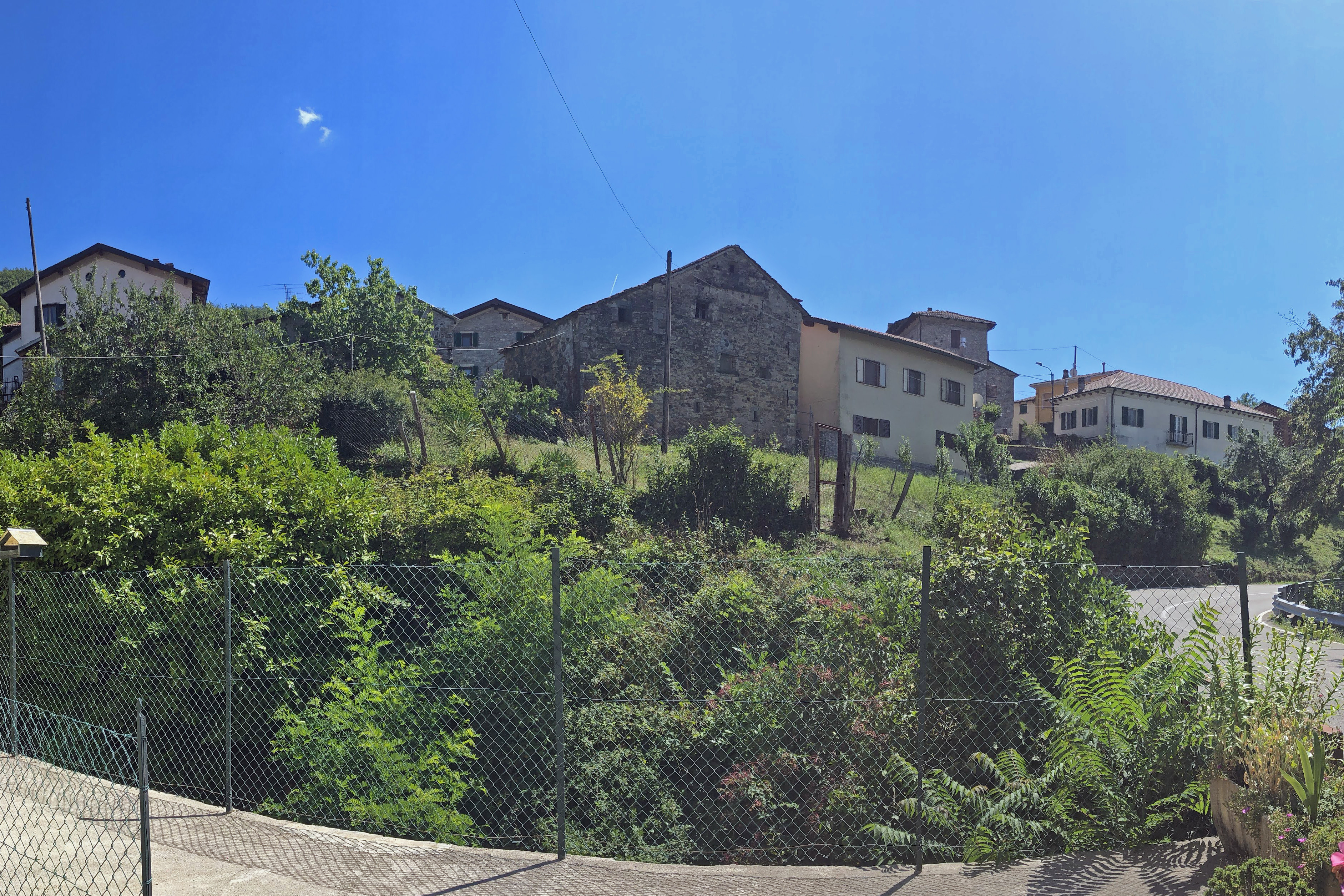
Vista della frazione di Losso

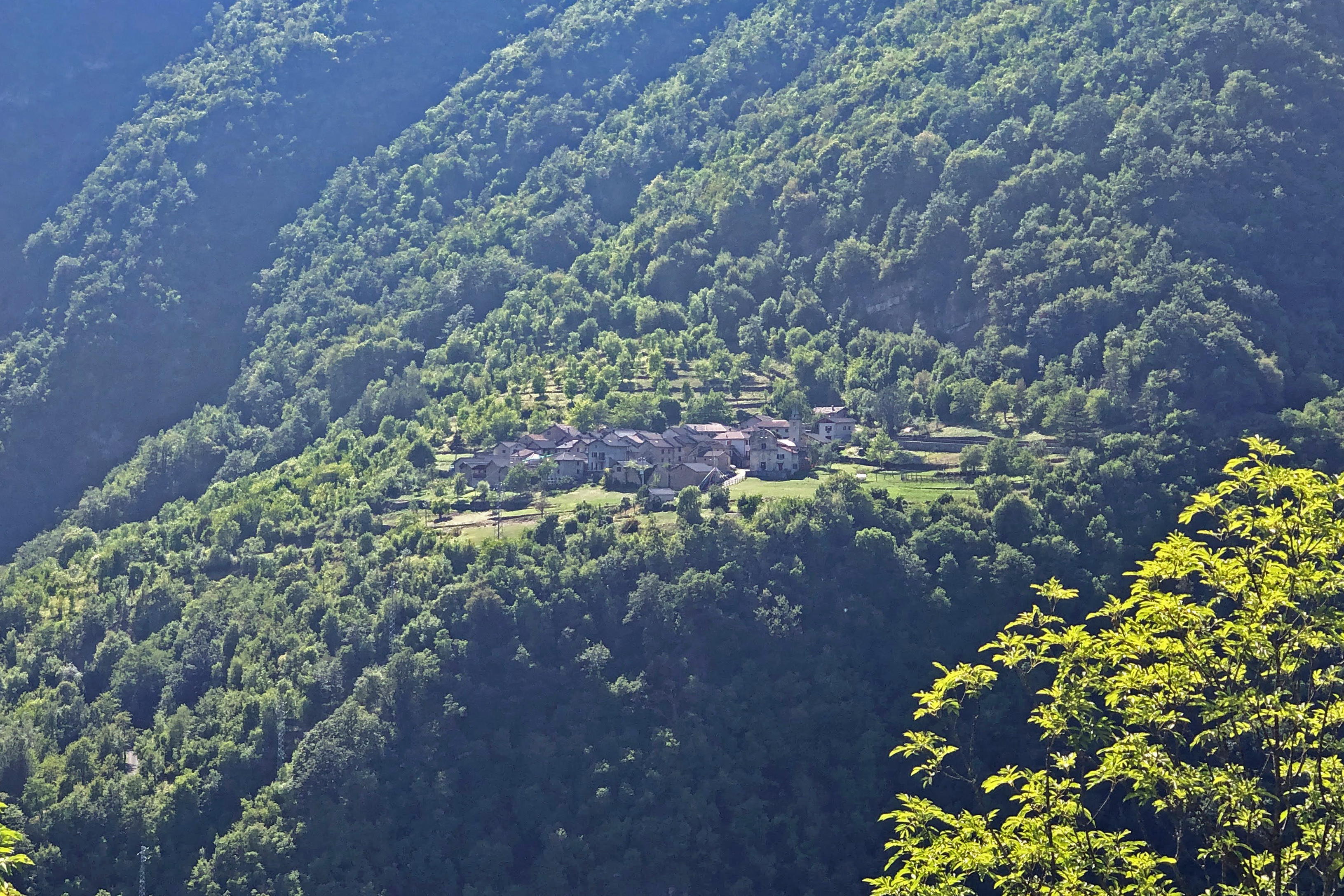
Vista della frazione di Tartago

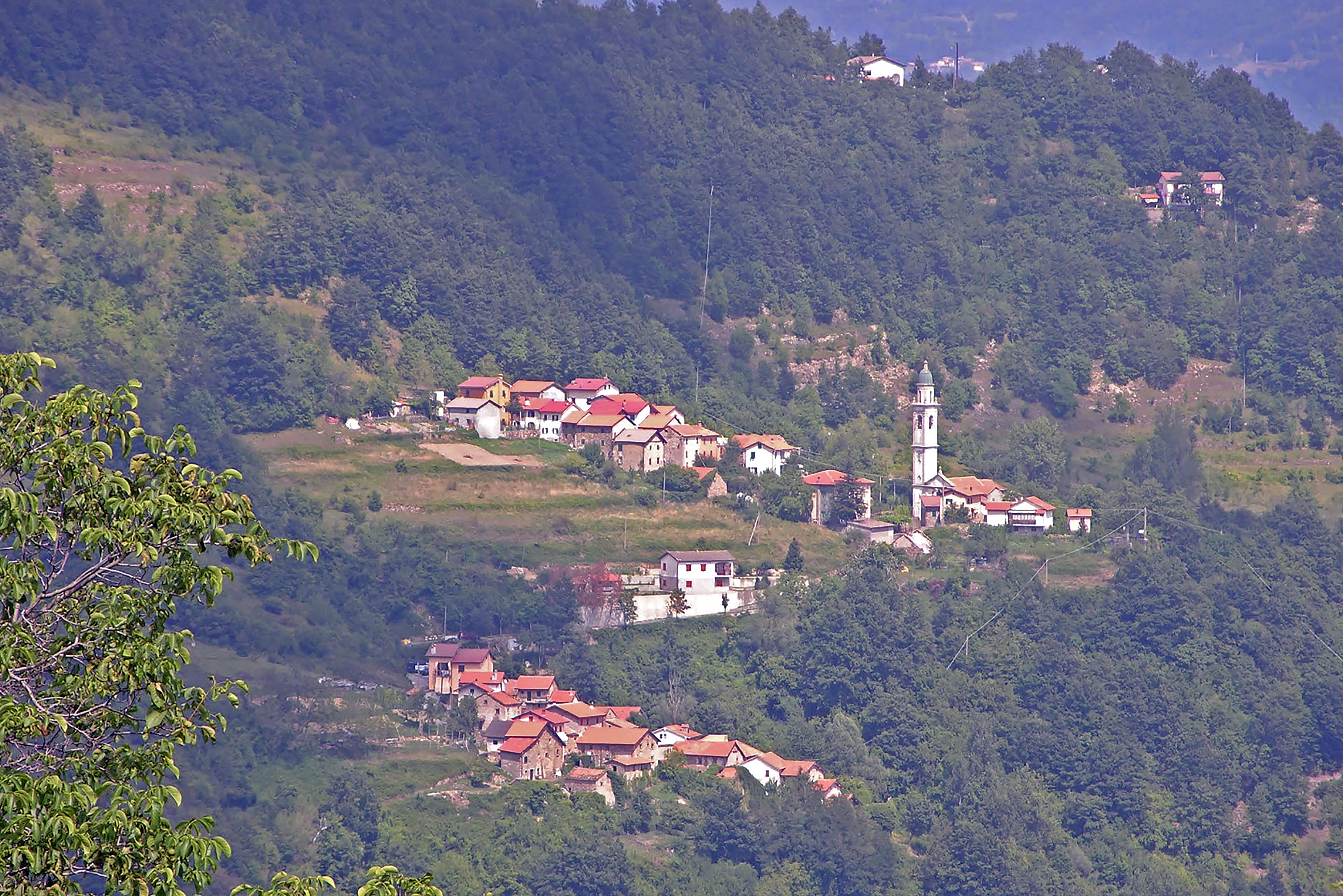
Vista della frazione di Bertassi

### Architetture religiose
Le parrocchie dipendono dal vicariato di Bobbio, alta val Trebbia, Aveto e Oltre Penice della diocesi di Piacenza-Bobbio.
- Chiesa parrocchiale di San Marziano di Ottone. La parrocchia venne eretta nel X secolo, mentre l'attuale chiesa, sorta probabilmente sulla chiesetta primitiva, risale ad un periodo collocabile tra la fine del XVII secolo e l'inizio del XVIII.[25]

- Chiesa di San Bartolomeo del IX secolo, situata nei pressi del cimitero di Ottone, in una posizione che domina la vallata. Era la sede di un'antica cella monastica bobbiese e sede della primitiva pieve. Oggi è alle dipendenze della chiesa di San Marziano.[26]
- Oratorio di San Rocco di Ottone, alle dipendenze della chiesa di San Marziano.[27]
- Chiesa di Santa Maria Assunta, nella frazione di Artana, alle dipendenze della parrocchia di Bogli.
- Oratorio di Sant'Antonio da Padova, nella frazione di Artana, alle dipendenze della parrocchia di Bogli.
- Cappelletta del Miracolo di Artana (privata), posta appena sopra il paese di Artana, lungo il sentiero verso Pej.
- Chiesa parrocchiale Cuore Immacolato di Maria di Monte Alfeo, nella frazione di Barchi. Parrocchia già curazia autonoma eretta nel 1780 con la prima dedicazione a Sant'Andrea apostolo.
- Oratorio di San Fermo, nella frazione di Belnome, alle dipendenze della parrocchia di Bogli.
- Oratorio della Beata Vergine Addolorata e Immacolata, nella frazione di Bertone, alle dipendenze della parrocchia di Barchi.
- Oratorio della Beata Vergine del Carmine, nella frazione di Bertassi, alle dipendenze della parrocchia di Barchi.
- Chiesa parrocchiale di San Marziano, nella frazione di Bogli.
- Oratorio Renati (privato), nella frazione Bogli.
- Cappella di San Rocco di Bogli, posta appena fuori dal paese, sul sentiero Cai 121 verso Artana.
- Chiesa parrocchiale di San Lorenzo, nella frazione di Campi. Parrocchia eretta nel XVI secolo.
- Oratorio della Beata Vergine Immacolata, nella frazione di Cognolo, alle dipendenze della Parrocchia di Gramizzola.
- Oratorio di San Rocco, nella frazione di Croce, alle dipendenze della parrocchia di Gramizzola.
- Chiesa parrocchiale di San Martino, nella frazione di Fabbrica. Parrocchia eretta nel 1670.
- Chiesa parrocchiale di San Martino, nella frazione di Gramizzola. Parrocchia rieretta nel 1926. Il nome di Gramizzola è accennato in un diploma dell'Imperatore Ottone I e fu già parrocchia in antichità. Dopo la peste del 1525, essendo diminuita la popolazione, venne incorporata alla parrocchia di Ottone. Il vescovo di Bobbio Sant'Antonio Gianelli, nel 1839, eresse la chiesa di Gramizzola al titolo di Vicecura, mentre venne ricostituita la parrocchia nel 1926.[28]
- Oratorio di San Nicola da Tolentino, nella frazione di Losso, alle dipendenze della parrocchia di Traschio.
- Oratorio di Nostra Signora di Lourdes, alla vetta del Monte Dego a 1.427 m., alle dipendenze della parrocchia di Fabbrica.
- Chiesa parrocchiale di San Pietro, nella frazione di Orezzoli.
- Oratorio di Nostra Signora di Montallegro, nella frazione Orezzoli Là, alle dipendenze della parrocchia di Orezzoli.
- Chiesa parrocchiale di San Colombano, nella frazione di Ottone Soprano, dedicata al santo missionario irlandese, sorta sui resti di un antico edificio fondato dai monaci di Bobbio.
- Oratorio di San Bernardo, nella frazione di Pizzonero, alle dipendenze della parrocchia di Bogli.
- Oratorio di San Ferdinando, nella frazione di Rettagliata, alle dipendenze della parrocchia di Gramizzola.
- Oratorio della Beata Vergine dell'Aiuto, nella frazione Semensi, alle dipendenze della parrocchia di Ottone Soprano.
- Oratorio di San Giovanni Battista, nella frazione di Suzzi, alle dipendenze della parrocchia di Bogli.
- Oratorio di San Giovanni Battista, nella frazione di Tartago, alle dipendenze della parrocchia di Bogli.
- Cappella della Madonna dell'Aiuto, sulla strada per Toveraia, alle dipendenze della parrocchia di Ottone.
- Chiesa parrocchiale di San Giovanni Battista, nella frazione di Traschio. Parrocchia eretta nel 1952 dopo lo smembramento da Ottone.
- Oratorio di Santa Maria Regina, nella frazione di Truzzi, alle dipendenze della parrocchia di Campi.
- Oratorio di Nostra Signora della Guardia, nella frazione di Valsigiara, alle dipendenze della parrocchia di Ottone.

### Architetture storiche e civili
- Piazza della Vittoria, in origine chiamata piazza del Montone o del Mercato, sorse nel 1853 dallo sbancamento di una montagnola.
- Palazzo Doria, di origini tardo medioevali, rimaneggiato nel XVI secolo, con finestre ad ampia strombatura e un caratteristico pozzo.
- Palazzo Carboni (di proprietà privata), edificato dall'omonima famiglia nobiliare il cui stemma araldico è collocato sopra l'ingresso, facciata intonacata di rosso mattone e grigio bugnato.
- Palazzo Balzarini.
- Palazzo Municipale, ubicato in piazza del Municipio.[29] Adiacente vi è Piazza della Fontana.
- Museo di arte sacra, inaugurato nell'aprile 2001, conserva oggetti ecclesiastici provenienti dalle chiese del territorio di Ottone: argenterie, mobili, pregevoli stoffe e quadri di scuola genovese e toscana.
- Castello Malaspina (di proprietà privata), costruito dai Malaspina nel 1164, acquistato da Gian Luigi Fieschi nel XVI secolo e poi passato ai Doria che lo possedettero fino al 1797, quando fu trasformato in carcere.
- Mulino dei Principi (di proprietà privata), del XIV secolo, ampliato tra il XVII e XIX secolo. Appartenuto ai Doria, con due ruote per la macinazione dei cereali e castagne.
- Antico lavatoio di Artana, con fonte a struttura ad archi, situata appena fuori dal paese lungo il sentiero che da Artana scende a Bogli.
- Lavatoio-fontana di Belnome, con fonte a struttura ad archi.
- Fonte salata di Belnome, situata lungo il sentiero Cai 121 che collega Belnome a Tartago.
- Casa Toscanini, di Bogli, palazzo della famiglia Toscanini della famiglia del direttore di orchestra Arturo Toscanini.
- Trogoli di Bogli, fontana-lavatoio a più vasche in pietra.
- Ruderi del castello di Bogli in zona Castello di Bogli, del XIII secolo, appartenuto ai Malaspina e nel 1665 ai Doria.
- Ruderi del castello della Rocca di Ca' Trebbiasca di Catribiasca, documentato nel 1157 appartenne ai Malaspina e distrutto nel 1404.
- Ruderi del castello e della torre dei Malaspina di Campi, costruito nel 1197 dai Malaspina di Pregola, nel 1595 subentrarono i Centurione Scotto, signori di Gorreto.
- Ruderi del castello di Croce, documentato nel 1157 assieme a quello di Catribiasca, controllava l'antico Caminus Genue con un punto di pedaggio. Infeudato nel 1164 da Federico Barbarossa ai Malaspina, passato ai Fieschi e in seguitgo ai Doria fino al 1750.
- Resti del castello di Orezzoli, antichissimo marchesato dei Malaspina, feudo e castello vennero confermati nel 1164 al marchese Obizzo Malaspina da Federico I Barbarossa.
- Resti del castello di Rebroio, posto nell'omonima località ora abbandonata vicino alla località di Campi. Apparteneva ai Malaspina fino al 1300, un secolo dopo era già in rovina.
- Resti della torre di Semensi dei Malaspina.
- resti del Mulino di Suzzi, sul torrente Boreca, nei pressi la cascata.
- Trogoli di Suzzi, antica fontana-lavatoio con struttura ad archi.
- Resti del Castelluccio di Tartago, fortificazione sul colle appena sopra il Mulino vicino al ponte sul Boreca.

## Società

### Evoluzione demografica

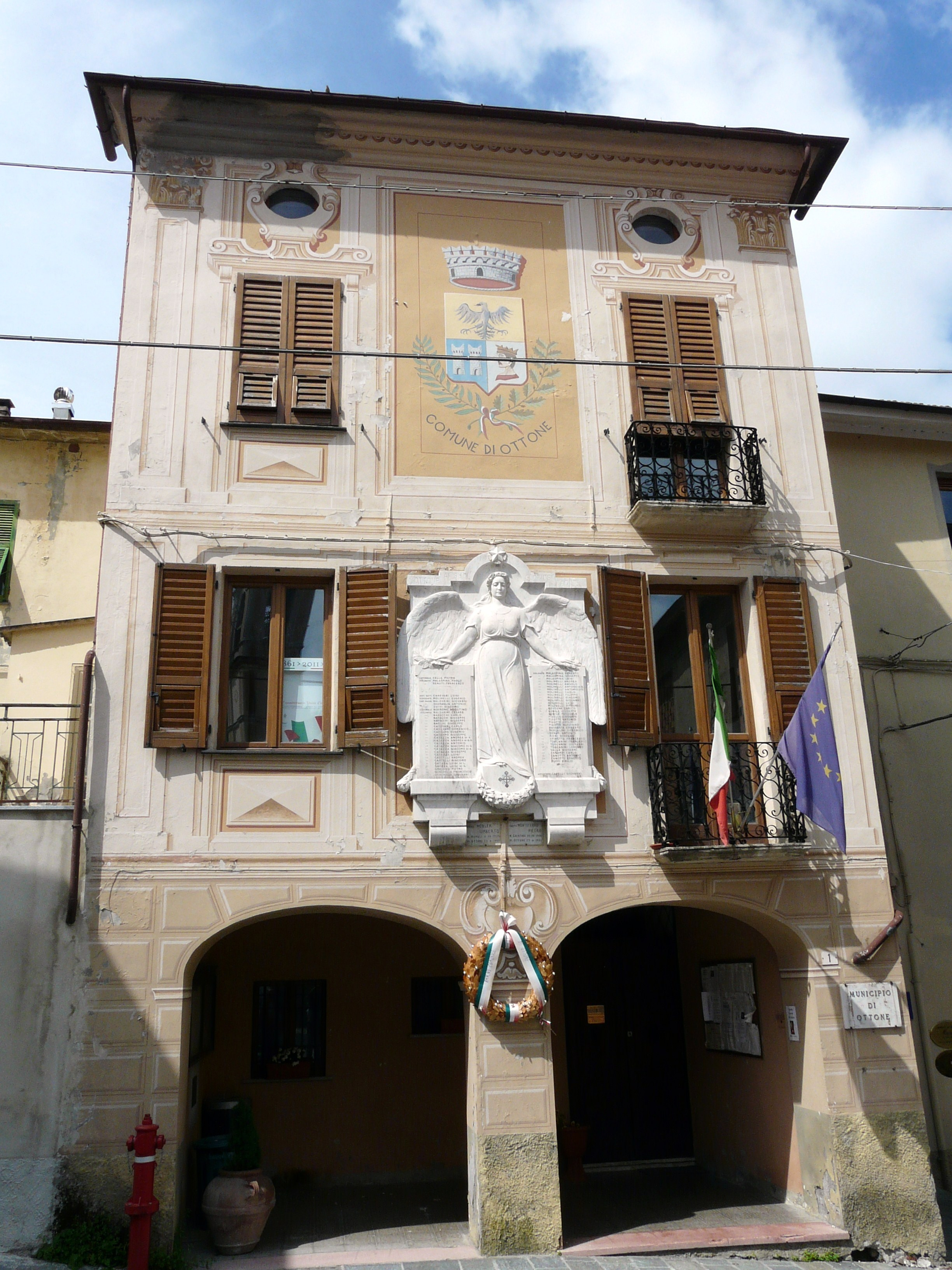
Il municipio

Situazione del movimento anagrafico del 2009:
- Residenti 01-01-2009: 623
- Nati: 1
- Morti: 13 persone (3 maschi e 10 femmine)
- Emigrati: 20
- Immigrati: 10
- Residenti 31-12-2009: 601 (-22).
- Fonte: Demo Istat

Abitanti censiti

### Etnie e minoranze straniere
Secondo i dati Istat al 1º gennaio 2023 i cittadini stranieri residenti ad Ottone sono 46, pari al 10,65% della popolazione comunale.

## Geografia antropica

### Frazioni
In val Trebbia:
- Barchi: 830 m.
- Bertassi: 840 m.
- Bertone: 1.068 m.
- Campi: 750 m.
- Cattribiasca: 550 m.
- Croce: 498 m.
- Fabbrica: 877 m.
- Frassi: 830 m.
- Gramizzola: 645 m.
- La Cà: 515 m.
- Losso: 522 m.
- Moglia: 720 m.
- Monfagiano: 880 m.
- Orezzoli là
- Orezzoli qua
- Ottone Soprano: 760 m.
- Rettagliata: 530 m.
- Santa Maria: 879 m.
- Semensi: 850 m.
- Toveraia: 500 m.
- Traschio: 469 m.
- Truzzi: 588 m.
- Valsigiara: 500 m.

In val Boreca:
- Artana: 1.138 m.
- Belnome: 865 m.
- Bogli: 1.067 m.
- Pizzonero: 1.034 m.
- Suzzi: 967 m.
- Tartago: 708 m.

Le frazioni di Barchi, Bertone e Suzzi e Pizzonero sono raggiungibili solo dal comune di Gorreto (GE), mentre le frazioni di Belnome e Tartago sono raggiungibili solo dal comune di Zerba, e le frazioni Artana e Bogli da Capanne di Cosola frazione di Cabella Ligure (AL).

## Infrastrutture e trasporti

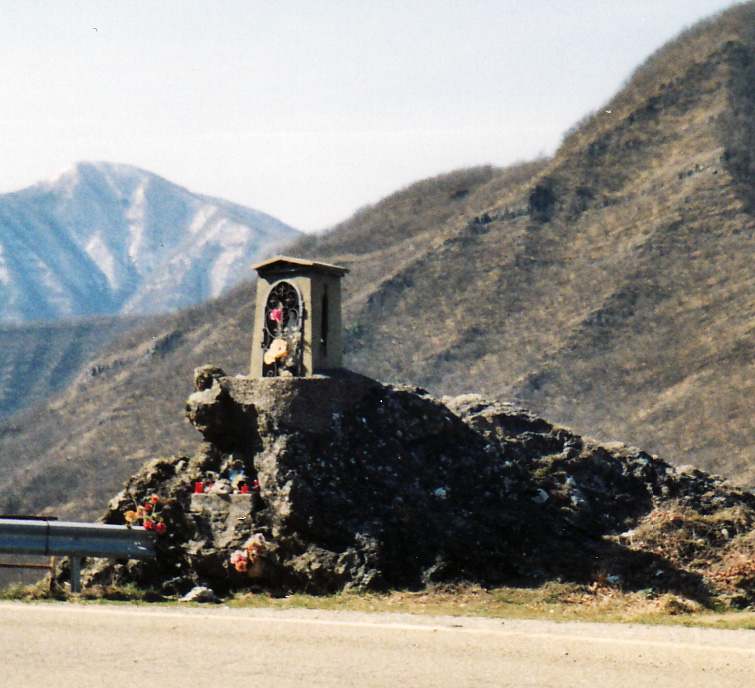
Madonnina della Val Trebbia, protettrice della valle e della strada posta sulla statale fra i comuni di Ottone e Cerignale

### Strade
Il comune di Ottone è attraversato dalla strada statale 45 di Val Trebbia.

### Mobilità urbana
Le autolinee piacentine SETA assicurano inoltre il servizio pubblico di trasporto lungo la val Trebbia dal capoluogo di provincia a Ottone e un servizio pubblico di trasporto interno montano fra Ottone e Cerignale.
Dal comune di Genova un servizio di trasporto pubblico locale gestito dall'AMT garantisce quotidiani collegamenti bus con Ottone e per le altre località del territorio comunale. 
Vi è inoltre un servizio svolto da Autoguidovie che collega Ottone con Varzi (PV).

## Amministrazione
Di seguito è presentata una tabella relativa alle amministrazioni che si sono succedute in questo comune.

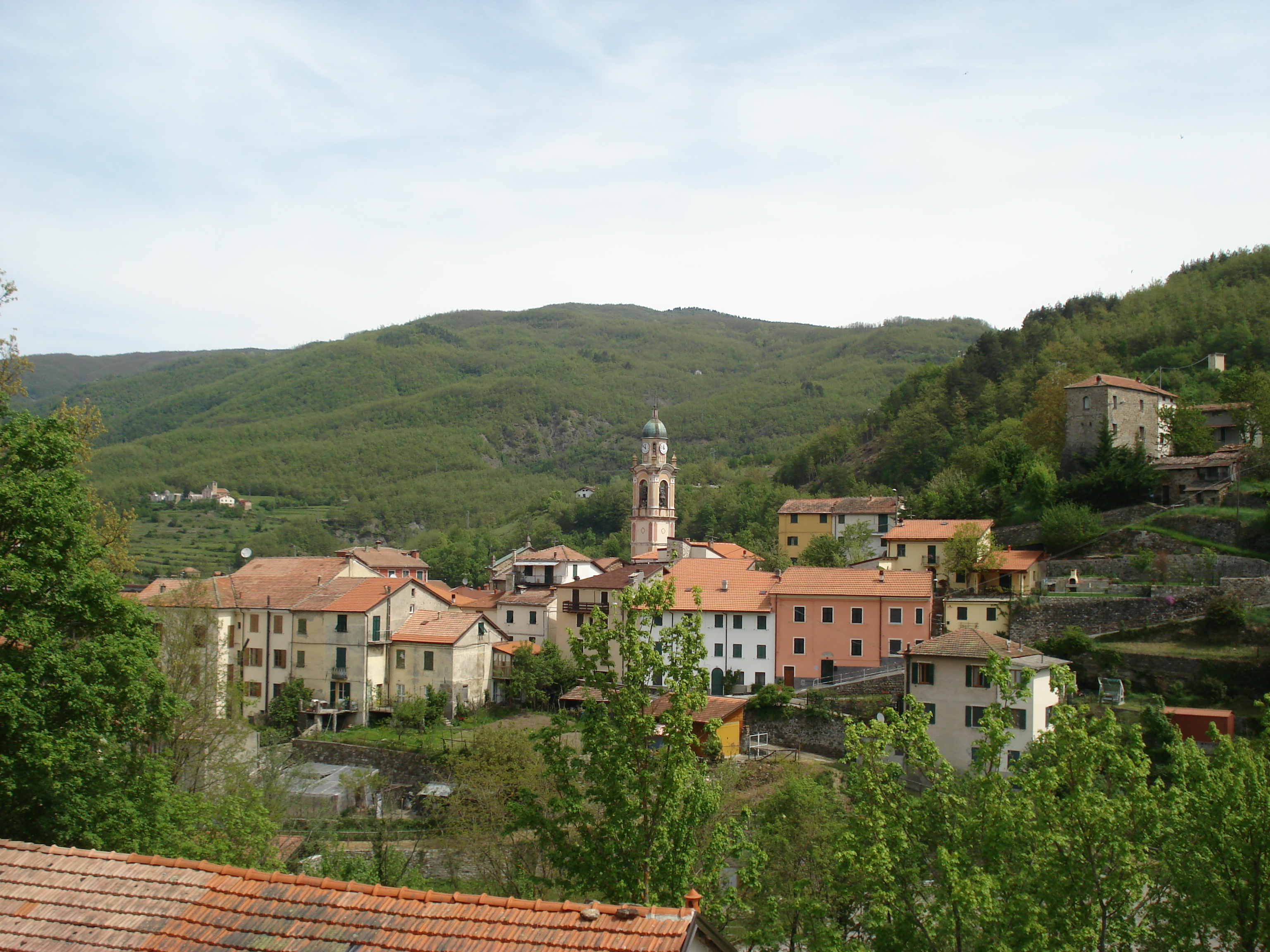
Scorcio di Ottone

| Periodo          | Periodo          | Primo cittadino   | Partito                                          | Carica      | Note   |
| ---------------- | ---------------- | ----------------- | ------------------------------------------------ | ----------- | ------ |
| 4 luglio 1985    | 9 giugno 1990    | Luigi Devoti      | Democrazia Cristiana                             | Sindaco     | [ 32 ] |
| 9 giugno 1990    | 11 aprile 1994   | Roberto Filippini | Democrazia Cristiana                             | Sindaco     | [ 32 ] |
| 10 giugno 1994   | 14 dicembre 1994 | Giorgio Valla     | Democrazia Cristiana                             | Sindaco     | [ 32 ] |
| 14 dicembre 1994 | 24 aprile 1995   | Marilena Razza    |                                                  | Comm. pref. | [ 32 ] |
| 24 aprile 1995   | 14 giugno 1999   | Giorgio Valla     | centro                                           | Sindaco     | [ 32 ] |
| 14 giugno 1999   | 14 giugno 2004   | Giorgio Valla     | lista civica di centro                           | Sindaco     | [ 32 ] |
| 14 giugno 2004   | 8 giugno 2009    | Mirco Carbone     | lista civica di centro                           | Sindaco     | [ 32 ] |
| 8 giugno 2009    | 26 maggio 2014   | Giovanni Piazza   | lista civica di centro-sinistra Ottone nel cuore | Sindaco     | [ 32 ] |
| 26 maggio 2014   | 27 maggio 2019   | Federico Beccia   | lista civica di centro-destra Ottone libera      | Sindaco     | [ 32 ] |
| 27 maggio 2019   | 10 giugno 2024   | Federico Beccia   | lista civica di centro-destra Ottone libera      | Sindaco     | [ 32 ] |
| 10 giugno 2024   | in carica        | Federico Beccia   | lista civica di centro-destra Ottone libera      | Sindaco     | [ 32 ] |

### Altre informazioni amministrative
Fa parte della nuova Unione Montana Valli Trebbia e Luretta.

## Note

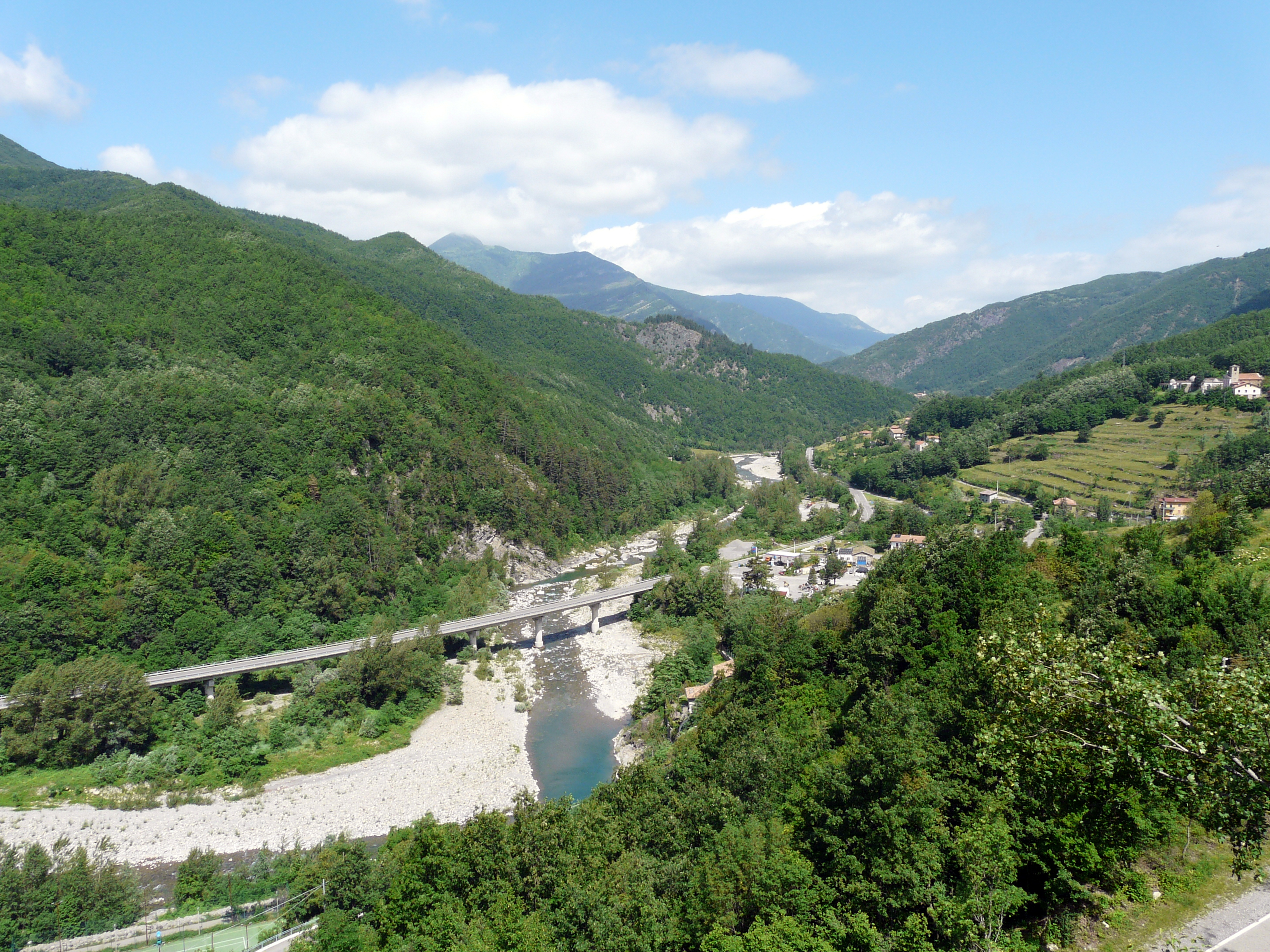
Il fiume Trebbia presso Ottone